# 天使契約
『天使契約』（てんしけいやく）は、宮川匡代による日本の漫画作品。
白泉社の『Silky』及び『Silky増刊Jossie』にて、2007年・2008年にかけて全4話連載された。また、続編「羽根のないふたり」が『Silky』にて2009年・2010年にかけて全4話、完結編「何度生まれかわっても」が2011年・2012年にかけて全4話連載された。単行本は全3巻。

## あらすじ
中学生の松嶋りらは、クラスで唯一自分より背が高い男子・鈴木凱のことが好きだった。だがある休日、偶然街中で凱と会い、自分と凱が異母兄妹であることに気づく。何も知らない凱から告白されたりらは、凱に真相を悟らせないように「気持ち悪い」と断ってしまう。

## 登場人物
松嶋 りら（まつしま りら）
背が高く、スタイルの良い女の子。母親はモデルクラブを経営している。幼い頃に自分が「愛人の娘」であることを聞かされた。凱のことが好きだが、兄妹であることを知ってしまい、両想いだったが叶わなかった。後にモデルとしてデビューする。
鈴木 凱（すずき がい）
幼稚園の時からピアノを習っている。中学校卒業前にりらに告白するが、真実を知らないため振られる。りらのことを諦めるために外部の音大の附属高校へ進学する。2年後、りらの誕生日を祝うためにりらと美和が一緒にいるところに遭遇し、真実を聞かされる。
鈴木 美和（すずき よしかず）
りらと凱の父親。男性誌の編集長。妻もりらの母親も2人とも愛している。りらのことを「天使ちゃん」と呼び、りらからは「ミワちゃん」と呼ばれる。

## 書誌情報
- 宮川匡代・白泉社〈白泉社レディースコミックス〉 全3巻
  1. 『天使契約』 2009年3月5日発売、ISBN 978-4-592-15703-8
  2. 『天使契約II -羽根のないふたり-』 2010年11月5日発売、ISBN 978-4-592-15704-5
  3. 『天使契約III -何度生まれかわっても-』 2013年1月4日発売、ISBN 978-4-592-15705-2